# Killers (musikalbum av Kiss)
Killers eller Kiss Killers är ett samlingsalbum av hårdrocksgruppen Kiss, utgivet i maj 1982. Det innehåller gamla hits samt fyra outgivna låtar: "I'm A Legend Tonight", "Down On Your Knees", "Nowhere To Run" och "Partners In Crime". Låten "Rock And Roll All Nite" kommer från Alive! Frehley medverkar inte på de fyra nya låtarna, utan Bob Kulick spelade in gitarrpartierna. Albumet gavs ej ut i USA.

## Låtlista
| 1. | I'm a Legend Tonight       | 3:59 |
| 2. | Down on Your Knees         | 3:31 |
| 3. | Cold Gin                   | 4:20 |
| 4. | Love Gun                   | 3:17 |
| 5. | Shout It Out Loud (7" mix) | 2:40 |
| 6. | Sure Know Something        | 3:59 |

| 1. | Nowhere to Run                             | 4:32 |
| 2. | Partners in Crime                          | 3:45 |
| 3. | Detroit Rock City (Edited version)         | 3:53 |
| 4. | God of Thunder                             | 4:11 |
| 5. | I Was Made for Lovin' You (Edited version) | 4:18 |
| 6. | Rock and Roll All Nite (Live)              | 3:58 |

- Den japanska utgåvan innehåller två bonusspår: "Escape from the Island" och "Shandi". Även den australiska utgåvan innehåller två bonusspår: "Talk to Me" och "Shandi".

## Medverkande
- Gene Simmons – elbas/sång
- Paul Stanley – kompgitarr/sång
- Ace Frehley – sologitarr
- Peter Criss – trummor
- Eric Carr – trummor
- Bob Kulick – sologitarr på "I'm a Legend Tonight", "Down on Your Knees", "Nowhere to Run" och "Partners in Crime"
- Mikel Japp – kompgitarr på "Down on Your Knees"
- Anton Fig – trummor på "Sure Know Something", "I Was Made for Lovin' You", "Shandi" och "Talk to Me"